# Unionen af Cyprioter
Unionen af Cyprioter (engelsk: Union of Cypriots; græsk: Ένωσις Κυπρίων; tyrkisk: Kıbrıslılar Birliği) er en cypriotisk nationalistisk, progressiv politisk organisation på Cypern. Union af Cyprioter fører kampagne for en cypriotisk enhedsstat, for genoprettelse af den forfatningsmæssige orden, der blev ødelagt på Cypern efter krisen i 1963-64, og for afslutning af den tyrkiske besættelse af Cypern.

## Historie og formål
Unionen af Cyprioter har rødder tilbage til forskellige organisationer, herunder Verdensunionen af tyrkisktalende cyprioter og ungdomsorganisationen LINOBAMBAKI, om var en af de organisationer, der stod i spidsen for de tyrkisk-cypriotiske protester i 2011. Organisationen støtter en enhedsløsning i stedet for en føderal løsning med hensyn til Cyperns genforening. Med tanken om, at Cypern skal tilhøre alle cyprioter, græsk-cyprioter og tyrkisk-cyprioter, går organisationen ind for at vende tilbage til forfatningen fra 1960 og styrke den mere i retning af "én nation, ét flag, ét fædreland og én stat" ideologi.
Organisationen støttede cyprioter, der blev målrettet i de besatte områder af Cypern, i begivenheder som f.eks. retsforfølgelsen af nogle medlemmer af lokalsamfundet for at hænge Republikken Cyperns flag op i 2013, de tyrkiske bosætteres angreb på avisen Afrika i 2018, de retssager, der blev anlagt mod journalister af Tyrkiet i 2019, og aktionerne mod de arbejdere, der ønskede at krydse barrikader for at komme ind i de frie områder i 2020. På grund af sine aktiviteter blev organisationens ledelse sortlistet og erklæret persona non grata af Tyrkiet i 2021.
I 2019,Unionen af cyprioter meddelte offentligt sin interesse i at deltage i valget til Europa-Parlamentet uafhængigt, men senere blev det repræsenteret af Oz Karahan på billetten af Jasmine Movement.
Unionen af Cyprioter er medlem af internationale organisationer såsom Den Internationale Liga af Folkets Kamp, Den Internationale Koordinering af Revolutionære Partier og Organisationer, Den Globalt Økosocialistisk Netværk og Nej til krig - Nej til NATO.

## Ærespræmier
Unionen af Cyprioter uddeler ærespriser til minde om Dr. Ihsan Ali, en cypriotisk samfundsleder og statsmand.